# Fotos de Microsoft
Fotos  es un visor y organizador de imágenes, editor fotográfico y aplicación para compartir fotos incluido con los sistemas operativos Windows 8 y Windows 10 como una sustitución funcional del Visualizador de fotos de Windows y una sustitución parcial de Galería de Fotos de Windows. Fue incluido por primera vez como una de las muchas aplicaciones de Metro nuevas en Windows 8 que podían desinstalarse del sistema. En Windows 10, está integrada más profundamente en el sistema operativo y no puede desinstalarse sin software de terceros. Fotos es una aplicación de la Tienda Windows que ha recibido importantes actualizaciones de funciones fuera de banda. Fotos está integrado con Office Sway y puede utilizar fotos seleccionadas como fuente para crear un Sway. Fotos también permite compartir fotos subiéndolas a OneDrive, Facebook, Twitter, Instagram, GroupMe, y correos electrónicos. A diferencia de la Galería de Fotos, Fotos no tiene integración con Movie Maker y no puede interactuar directamente con él. Hace unos días Microsoft realizó una actualización forzosa de esta aplicación a la versión 2018.18051.17710.0, dejando de servir tanto en plataformas x86, x64, entre otras, corroborando tal información en múltiples foros de soporte en línea internos y externos de Microsoft, sin que haya algún pronunciamiento y solución inmediata por parte de Microsoft, pues tal aplicación al ejecutarla abre por unos segundos y cerrándose posteriormente.